# 矢野自動車
矢野自動車（やのじどうしゃ）とは、栃木県宇都宮市西川田町に本社を置くタクシー会社である。

## 沿革
- 1941年（昭和16年）1月 - 宇都宮市日野町30番地にて矢野自動車株式会社設立
- 1987年（昭和52年）2月 - 矢野哲朗が代表取締役就任し、宇都宮市住吉町20番14号に本社移転
- 1995年（平成7年）9月 - 矢野愛子が代表取締役就任
- 2000年（平成12年）5月 - 富士通製の自動配車システム導入
- 2009年（平成21年）6月 - 宇都宮市西川田町1004番13号に新本社建立し移転
- 2020年（令和2年）5月 - グループ会社の富士タクシー廃業

## 車両
- 日産・セドリックなど日産自動車製が多いが、ハイブリッド車としてホンダ・グレイスを導入したほか、トヨタ・ジャパンタクシーも採用している。
- 「てんとう虫」のロゴマークは、家族の一言から決まり、グループ会社の富士タクシーでも採用された。

## グループ会社
- 富士タクシー（栃木市大宮町の野州平川駅前）

以前から業績悪化していたところに、新型コロナウイルス感染症 (2019年)の影響で需要が大幅に減少し先行きも見通せないことから、2020年5月8日に関東運輸局栃木運輸支局へ廃業届を提出し廃業した。
- ホンダカーズ栃木中
- 奥日光小西ホテル